# Cerchysiella abilis
Cerchysiella abilis är en stekelart som först beskrevs av Filippo Silvestri 1915.  Cerchysiella abilis ingår i släktet Cerchysiella och familjen sköldlussteklar. Inga underarter finns listade i Catalogue of Life.